# Geoffroy Didier
Geoffroy Didier (ur. 12 kwietnia 1976 w Boulogne-Billancourt) – francuski polityk, prawnik i samorządowiec, poseł do Parlamentu Europejskiego VIII i IX kadencji.

## Życiorys
Kształcił się w Instytucie Nauk Politycznych w Paryżu i ESSEC Business School. Ukończył studia prawnicze na Université Panthéon-Assas, uzyskał także dyplom DEA. Studiował również w Stanach Zjednoczonych w Harvard Law School i na Uniwersytecie Columbia. Podjął praktykę w zawodzie adwokata w Nowym Jorku i Paryżu.
Zaangażował się w działalność publiczną w ramach Unii na rzecz Ruchu Ludowego, przekształconej później w partię Republikanie. Pracował w gabinetach politycznych ministrów z tego ugrupowania, był m.in. doradcą Brice’a Hortefeux. W 2006 został przewodniczącym związanego z centroprawicą klubu politycznego „La Diagonale”. Od 2010 wybierany na radnego regionu Île-de-France, w 2015 został wiceprzewodniczącym rady regionalnej, a w 2017 prezesem EPFIF, regionalnej agencji zajmującej się publicznymi gruntami. W międzyczasie pełnił funkcję zastępcy sekretarza generalnego UMP. W 2016 zadeklarował start w prawyborach prezydenckich swojego ugrupowania, nie zdołał jednak uzyskać wystarczającego poparcia do zarejestrowania swojej kandydatury.
W wyborach w 2014 kandydował do Europarlamentu z ramienia UMP. Mandat europosła VIII kadencji objął w grudniu 2017 w miejsce Constance Le Grip. W PE dołączył do Europejskiej Partii Ludowej. W 2019 został wybrany na kolejną kadencję PE.